# Sarcophaga javanica
Sarcophaga javanica är en tvåvingeart som först beskrevs av Guilherme A.M.Lopes 1961.  Sarcophaga javanica ingår i släktet Sarcophaga och familjen köttflugor. Inga underarter finns listade i Catalogue of Life.